# Luillys Pérez
Luillys José Pérez Mora (13 de abril de 1993), es un luchador venezolano de lucha grecorromana. Compitió en dos Campeonatos Mundiales consiguiendo la 26.ª posición en 2011. Ganó una medalla de bronce en los Juegos Panamericanos de 2015. Subió al escalón más bajo del podio en Campeonatos Panamericanos de 2012, 2014 y 2015.